# مارتین هلمن
مارتین ادوارد هلمن(به انگلیسی: Martin Hellman) (زاده ۲ اکتبر ۱۹۴۵) دانشمند رمزنگاری آمریکایی است که به دلیل اختراعش در زمینه رمزنگاری کلید عمومی با همکاری ویتفیلد دیفی و رالف مرکل شناخته شده است. او در سال‌های اخیر (۲۰۱۴) به آگاه‌سازی مردم در باره خطر سلاح‌های هسته‌ای می‌پردازد.
هلمن یکی از همکاران قدیمی در بحث حفظ حریم خصوصی رایانه است و تحلیل ریسک را برای شکست احتمالی نظریه بازدارندگی هسته‌ای اعمال کرده است.
هلمن در سال ۲۰۰۲ به دلیل مشارکت در تئوری و عمل رمزنگاری به عضویت آکادمی ملی مهندسی انتخاب شد.
در سال ۲۰۱۶، با همراه همسرش، دوروتی هلمن، کتابی نوشت که ایجاد عشق در خانه را با آوردن صلح به سیاره پیوند می‌دهد (نقشه جدید برای روابط: ایجاد عشق واقعی در خانه و صلح در سیاره).

## زندگی‌نامه
مارتین در یک خانواده یهودی در نیویورک به دنیا آمد. او از دبیرستان علوم برانکس فارغ التحصیل شد. او در سال ۱۹۶۶ مدرک کارشناسی خود را در رشته مهندسی برق از دانشگاه نیویورک و مدرک کارشناسی ارشد و پی‌اچ‌دی را در سال‌های ۱۹۶۷و ۱۹۶۹ از دانشگاه استنفورد گرفت.

## حرفه
از سال ۱۹۶۸تا ۱۹۶۹ او در مرکز تحقیقاتی توماس جی واتسون آی‌بی‌ام در یورک‌تاون هایتس، نیویورک کار کرد و در آنجا با هورست فیستل آشنا شد. از سال ۱۹۶۹ تا ۱۹۷۱، او استادیار مهندسی برق در موسسه فناوری ماساچوست بود. او در سال ۱۹۷۱ به عنوان استادیار به دانشکده مهندسی برق دانشگاه استنفورد پیوست و به مدت بیست و پنج سال در هیئت علمی تمام وقت خدمت کرد تا اینکه در سال ۱۹۹۶ به عنوان استاد تمام وقت بازنشستگی افتخاری گرفت.

## جوایز و افتخارات
- در سال ۱۹۹۷ مدال لویی ای لوی موسسه فرانکلین را دریافت کرد.
- هلمن به همراه ویتفیلد دیفی برنده جایزه تورینگ در سال ۲۰۱۵ شد.